# Karel Heijting
Karel Heijting (Koetoardjo, 1º maggio 1883 – Parigi, 1º agosto 1951) è stato un calciatore olandese, di ruolo centrocampista.

## Carriera

### Club
Ha giocato nella prima divisione olandese.

### Nazionale
Vinse una medaglia di bronzo alle Olimpiadi del 1908 con la sua nazionale.

## Palmarès

### Club
- Campionato olandese: 3

HVV: 1904-1905, 1906-1907, 1909-1910

### Nazionale
- Bronzo olimpico: 1

Londra 1908

## Statistiche

### Cronologia presenze e reti in nazionale
| Cronologia completa delle presenze e delle reti in nazionale ― Paesi Bassi | Cronologia completa delle presenze e delle reti in nazionale ― Paesi Bassi | Cronologia completa delle presenze e delle reti in nazionale ― Paesi Bassi | Cronologia completa delle presenze e delle reti in nazionale ― Paesi Bassi | Cronologia completa delle presenze e delle reti in nazionale ― Paesi Bassi | Cronologia completa delle presenze e delle reti in nazionale ― Paesi Bassi | Cronologia completa delle presenze e delle reti in nazionale ― Paesi Bassi | Cronologia completa delle presenze e delle reti in nazionale ― Paesi Bassi |
| Data                                                                       | Città                                                                      | In casa                                                                    | Risultato                                                                  | Ospiti                                                                     | Competizione                                                               | Reti                                                                       | Note                                                                       |
| -------------------------------------------------------------------------- | -------------------------------------------------------------------------- | -------------------------------------------------------------------------- | -------------------------------------------------------------------------- | -------------------------------------------------------------------------- | -------------------------------------------------------------------------- | -------------------------------------------------------------------------- | -------------------------------------------------------------------------- |
| 1-4-1907                                                                   | L'Aia                                                                      | Paesi Bassi                                                                | 1 – 8                                                                      | Inghilterra                                                                | Amichevole                                                                 | -                                                                          | L'Inghilterra giocava con la Nazionale dilettanti                          |
| 14-4-1907                                                                  | Anversa                                                                    | Belgio                                                                     | 1 – 3                                                                      | Paesi Bassi                                                                | Amichevole                                                                 | -                                                                          |                                                                            |
| 9-5-1907                                                                   | Haarlem                                                                    | Paesi Bassi                                                                | 1 – 2                                                                      | Belgio                                                                     | Amichevole                                                                 | -                                                                          |                                                                            |
| 21-12-1907                                                                 | Darlington                                                                 | Inghilterra                                                                | 12 – 2                                                                     | Paesi Bassi                                                                | Amichevole                                                                 | -                                                                          | L'Inghilterra giocava con la Nazionale dilettanti                          |
| 29-3-1908                                                                  | Anversa                                                                    | Belgio                                                                     | 1 – 4                                                                      | Paesi Bassi                                                                | Amichevole                                                                 | -                                                                          |                                                                            |
| 26-4-1908                                                                  | Rotterdam                                                                  | Paesi Bassi                                                                | 3 – 1                                                                      | Belgio                                                                     | Amichevole                                                                 | -                                                                          |                                                                            |
| 10-5-1908                                                                  | Rotterdam                                                                  | Paesi Bassi                                                                | 4 – 1                                                                      | Francia                                                                    | Amichevole                                                                 | -                                                                          |                                                                            |
| 22-10-1908                                                                 | Londra                                                                     | Regno Unito                                                                | 4 – 0                                                                      | Paesi Bassi                                                                | Olimpiadi 1908 - Semif.                                                    | -                                                                          |                                                                            |
| 23-10-1908                                                                 | Londra                                                                     | Paesi Bassi                                                                | 2 – 0                                                                      | Svezia                                                                     | Olimpiadi 1908 - Finale 3º posto                                           | -                                                                          |                                                                            |
| 25-10-1908                                                                 | L'Aia                                                                      | Paesi Bassi                                                                | 5 – 3                                                                      | Svezia                                                                     | Amichevole                                                                 | -                                                                          |                                                                            |
| 21-3-1909                                                                  | Anversa                                                                    | Belgio                                                                     | 1 – 4                                                                      | Paesi Bassi                                                                | Amichevole                                                                 | -                                                                          |                                                                            |
| 12-4-1909                                                                  | Amsterdam                                                                  | Paesi Bassi                                                                | 0 – 4                                                                      | Inghilterra                                                                | Amichevole                                                                 | -                                                                          | L'Inghilterra giocava con la Nazionale dilettanti                          |
| 25-4-1909                                                                  | Rotterdam                                                                  | Paesi Bassi                                                                | 4 – 1                                                                      | Belgio                                                                     | Amichevole                                                                 | -                                                                          |                                                                            |
| 11-12-1909                                                                 | Londra                                                                     | Inghilterra                                                                | 9 – 1                                                                      | Paesi Bassi                                                                | Amichevole                                                                 | -                                                                          | L'Inghilterra giocava con la Nazionale dilettanti                          |
| 13-3-1910                                                                  | Anversa                                                                    | Belgio                                                                     | 3 – 2                                                                      | Paesi Bassi                                                                | Amichevole                                                                 | -                                                                          |                                                                            |
| 10-4-1910                                                                  | Haarlem                                                                    | Paesi Bassi                                                                | 7 – 0                                                                      | Belgio                                                                     | Amichevole                                                                 | -                                                                          |                                                                            |
| 24-4-1910                                                                  | Arnhem                                                                     | Paesi Bassi                                                                | 4 – 2                                                                      | Germania                                                                   | Amichevole                                                                 | -                                                                          |                                                                            |
| Totale                                                                     |                                                                            | Presenze                                                                   | 17                                                                         |                                                                            | Reti                                                                       | 0                                                                          |                                                                            |